# Crossogyna purpurascens
Crossogyna purpurascens là một loài Rêu trong họ Jungermanniaceae. Loài này được (Stephani) Schljakov mô tả khoa học đầu tiên năm 1975.